# Кавалерна дама

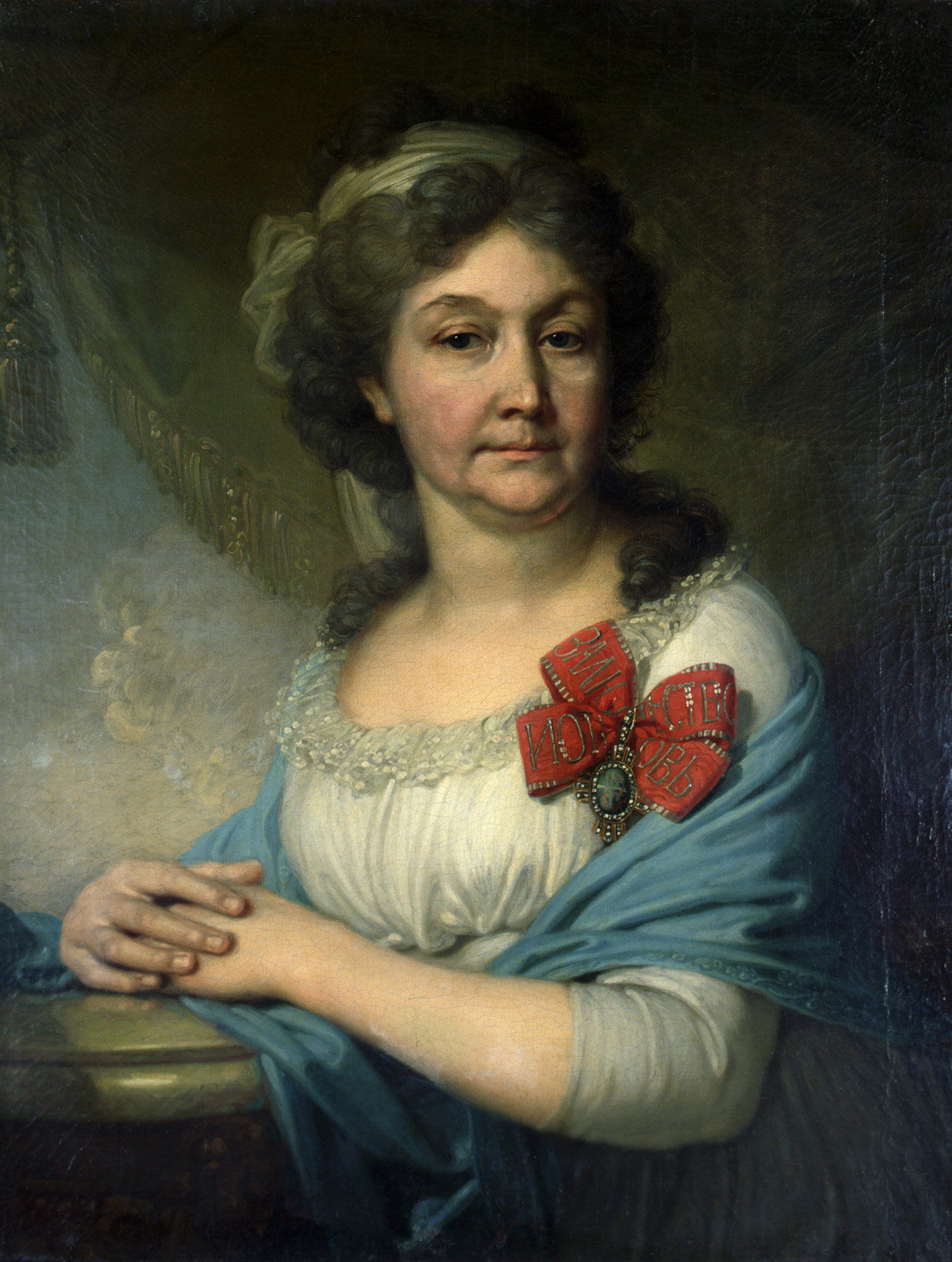
Кавалерна дама.

Кавалерна дама — назва, присвоєна дамам, пожалуваним орденом Святої Катерини малого хреста.
У західноєвропейських державах кавалерними називалися дами, пожалувані дамськими орденами.
При пожалуванні орденом Святої Катерини кожна кавалерна дама вносила на богоугодні заклади 250 рублів. Кожна кавалерна дама могла представити вихованку дворянського походження для прийому в Училище ордена Святої Катерини.

## Обов'язки кавалерної дами в Російській імперії
- Щодня «дякувати Богу за милостиві визволення, даровані імператору Петру Великому»;
- Щодня молити про здоров'я та добробут царюючого імператора та всієї Імператорської родини;
- Кожен недільний день з цією ж метою тричі вимовляти молитву Господню;
- Працювати про звернення «доброчесними способами та умовляннями, але аж ніяк не якимись погрозами чи примусами» кількох невірних до православ'я;
- Звільнити хоча б одного християнина з варварського полону.